# Hals (cràter)
Hals és un cràter d'impacte en el planeta Mercuri de 93 km de diàmetre. Porta el nom del pintor neerlandès Frans Hals (1581/1585-1666), i el seu nom va ser aprovat per la Unió Astronòmica Internacional el 1985.